# Stay (Monika Linkytė-dal)
A Stay (magyarul: Maradj!) a litván Monika Linkytė dala, mellyel Litvániát képviselte a 2023-as Eurovíziós Dalfesztiválon Liverpoolban. A dal 2023. február 19-én, a litván nemzeti döntőben, a Pabandom iš naujóban megszerzett győzelemmel érdemelte ki a dalversenyen való indulás jogát.

## Eurovíziós Dalfesztivál
2022. december 20-án a Lietuvos Radijas ir Televizija bejelentette, hogy az énekesnő résztvevője a 2023-as Pabandom iš naujo! litván eurovíziós nemzeti válogatónak. Versenydalát a január 28-i második válogatóban adta elő először, ahonnan második helyezettként sikeresen továbbjutott az elődöntőbe, ahonnan harmadikként jutott tovább a döntőbe. A február 18-án rendezett döntőben a szakmai zsűri és a nézők szavazatai alapján holtversenyben első helyezett lett Rūta Murral, azonban mivel a szakmai zsűri szavazatain nagyobb hangsúly volt, így megnyerte a válogatóműsort és másodjára képviselheti hazáját az Eurovíziós Dalfesztiválon.
A dalfesztivál előtt Barcelonában, Varsóban, Tel-Avivban, Madridban, Londonban és Amszterdamban eurovíziós rendezvényeken népszerűsítette versenydalát.
A dalt először a május 11-én rendezett második elődöntőben fellépési sorrendben tizenötödikként adta elő az Albániát képviselő Albina & Familja Kelmendi Duje című dala után és az Ausztráliát képviselő Voyager Promise című dala előtt. Az elődöntőből negyedik helyezettként sikeresen továbbjutt a május 13-i döntőbe, ahol fellépési sorrendben huszonkettedikként lépett fel, a Németországot képviselő Lord of the Lost Blood & Glitter című dala után és az Izraelt képviselő Noa Kirel Unicorn című dala előtt. A zsűri szavazáson a tizenegyedik helyen végzett 81 ponttal, míg a nézői szavazáson a tizenötödik helyen végzett 46 ponttal, így összesítésben 127 ponttal a verseny tizenegyedik helyezettje lett.
A következő litván induló Silvester Belt Luktelk című dala volt a 2024-es Eurovíziós Dalfesztiválon.

### Kapott pontok
Második elődöntő
| Szavazat | Össz | Szavazó országok | Szavazó országok | Szavazó országok | Szavazó országok | Szavazó országok | Szavazó országok | Szavazó országok | Szavazó országok | Szavazó országok | Szavazó országok | Szavazó országok | Szavazó országok | Szavazó országok | Szavazó országok | Szavazó országok | Szavazó országok   | Szavazó országok | Szavazó országok | Szavazó országok    |
| Szavazat | Össz | Dánia            | Örményország     | Románia          | Észtország       | Belgium          | Ciprus           | Izland           | Görögország      | Lengyelország    | Szlovénia        | Grúzia           | San Marino       | Ausztria         | Albánia          | Ausztrália       | Egyesült Királyság | Spanyolország    | Ukrajna          | A Világ többi része |
| -------- | ---- | ---------------- | ---------------- | ---------------- | ---------------- | ---------------- | ---------------- | ---------------- | ---------------- | ---------------- | ---------------- | ---------------- | ---------------- | ---------------- | ---------------- | ---------------- | ------------------ | ---------------- | ---------------- | ------------------- |
| Nézők    | 110  | 5                |                  | 1                | 10               | 5                | 8                | 4                |                  | 6                | 2                | 10               | 12               | 5                | 5                | 6                | 12                 | 5                | 10               | 4                   |

Döntő
| Zsűri | 81 | 10 | 3 | 7  |  | 4 |  | 1  | 8 |  | 7 |  |  |  | 1 |  |  | 1 |  | 3 |  |  |  |  |  |  | 10 | 4 |  |  |  | 6 |  | 8 |  |  | 8  |  |
| Nézők | 46 | 4  |   | 10 |  |   |  | 10 | 2 |  |   |  |  |  |   |  |  | 5 |  | 1 |  |  |  |  |  |  |    |   |  |  |  | 4 |  |   |  |  | 10 |  |

## Háttér
A dalt Monika arról számolt be, hogy a dalt Chris Noah-val, lett dalszerzővel együtt egy nem tervezett dalszerzési folyamat során írták. Monika elmondása szerint arról akart írni, hogy milyen fontos a szünet és visszatérés önmagához. A dal néhány sora a litván népi szútrákhoz kapcsolódik, arról beszélve, hogy vágyunk arra, hogy meghalljuk egyre jobban a szívünk hangját.

## Dalszöveg
| Just stay with me My heart is bleeding I need your healing Wait for me Well it ain’t easy To love someone like me – A dal refrénje | Csak maradj velem Vérzik a szívem Szükségem van rád, hogy meggyógyítsd Várj meg Nos, nem könnyű Olyasvalakit szeretni, mint én – A dal refrénje magyarul |

## Galéria

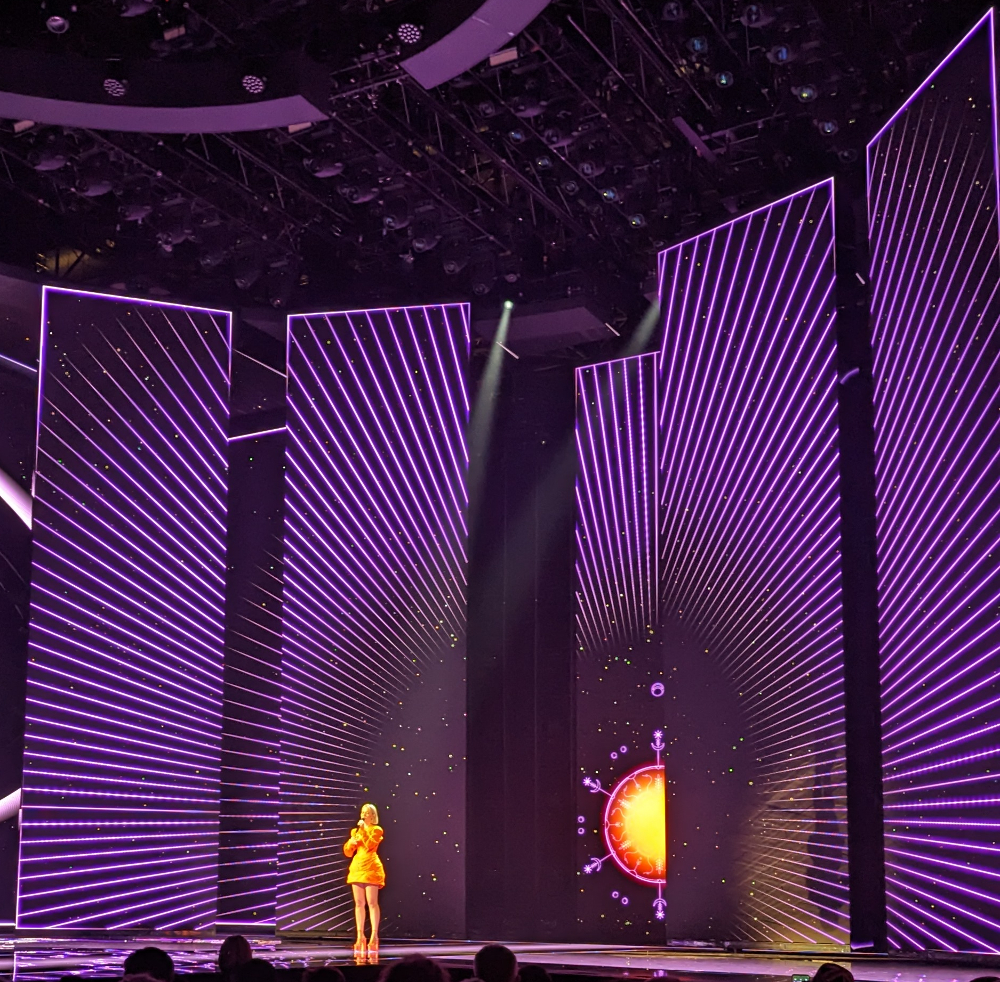
Az elődöntőben
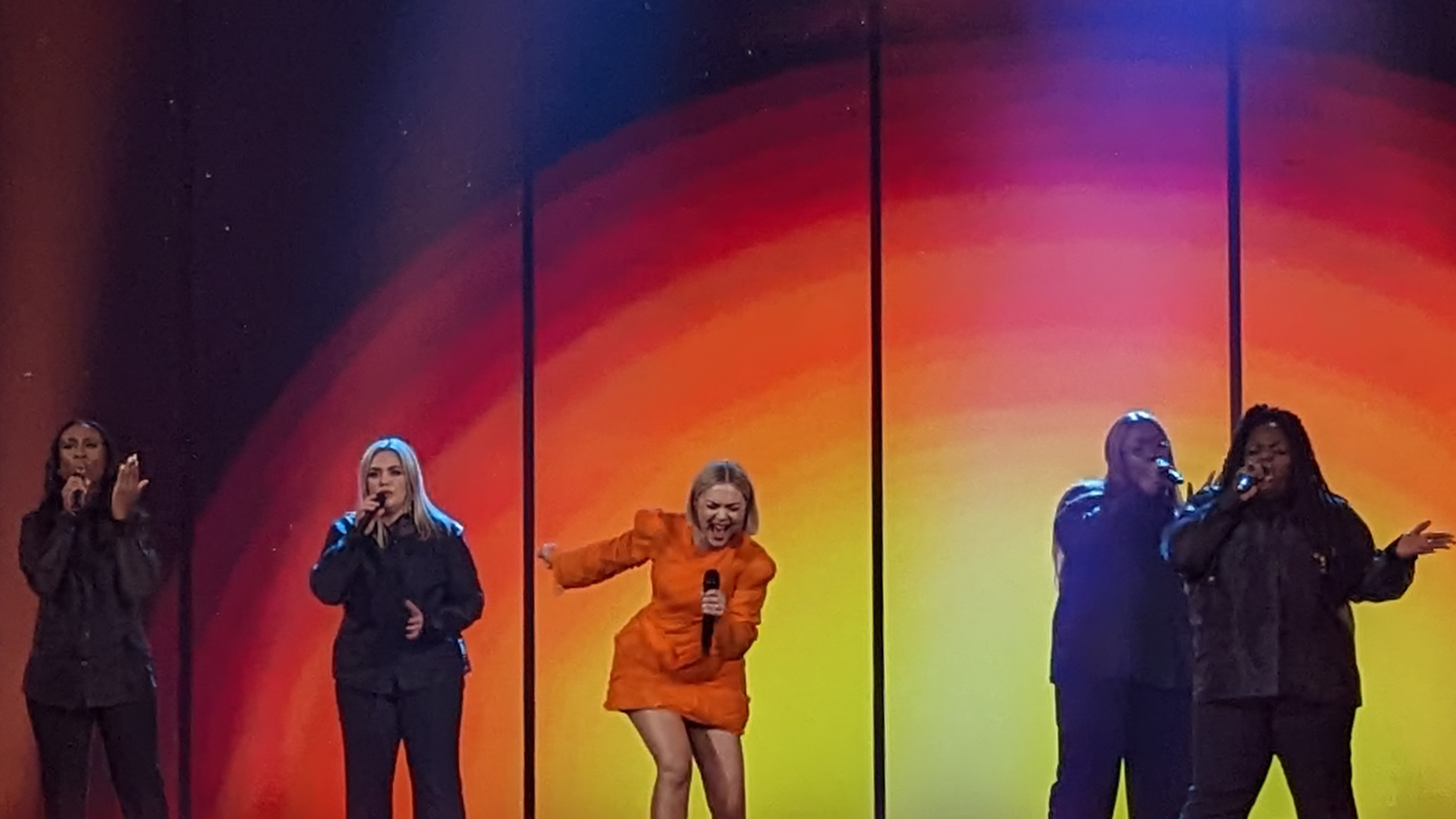
A döntőben